# Boreczek (województwo dolnośląskie)
Boreczek (niem. Wäldchen) – wieś w Polsce położona w województwie dolnośląskim, w powiecie strzelińskim, w gminie Borów.

## Podział administracyjny
W latach 1975–1998 miejscowość administracyjnie należała do województwa wrocławskiego.

## Nazwa
Według niemieckiego językoznawcy Heinricha Adamy’ego nazwa miejscowości Boreczek (pierwotnie Borek) pochodzi od zdrobnienia od polskiej nazwy lasu iglastego – boru. W swoim dziele o nazwach miejscowości na Śląsku wydanym w 1888 roku we Wrocławiu Adamy wymienia jako najstarszą zanotowaną nazwę miejscowości Borek podając jej znaczenie "wurde ubesetz in Wäldchen" czyli po polsku "zostało przetłumaczone na Gaik (zdrobnienie od gaju)".
W roku 1295, w kronice łacińskiej Liber fundationis episcopatus Vratislaviensis miejscowość wymieniona jest jako Bork.

## Zabytki
We wsi znajduje się jedyna w okolicy stacja kolejowa i pałac folwarczny (obecnie własność prywatna) datowany na lata 40. XIX wieku.